# Amravati
Amravati (अमरावती) (antiguamente Amraoti) es una ciudad en el estado de Maharashtra, India. Es la séptima zona metropolitana más poblada de Maharashtra. También es la sede del centro administrativo del distrito de Amravati. Entre los puntos históricos destacados de la ciudad se encuentran los templos de Amba, Shri Krishna y Shri Venkateshwara. Posee 650,000 habitantes (2011).
Amravati es también la base de la sede de la "División de Amravati" que es una de las seis divisiones que componen el estado de Maharashtra (las divisiones de Amravati y Nagpur juntas forman la región de Vidarbha. Además del propio distrito de Amravati, los siguientes otros cuatro distritos también se encuentran en la División de Amravati: Akola, Yavatmal, Buldhana y Washim.
La Corporación Municipal de Amravati, fundada en 1983, es la primera Corporación Municipal de la India, que ha introducido la privatización de aranceles.